# Sky Calcio
Sky Calcio è un gruppo di canali televisivi a pagamento, disponibile nella piattaforma televisiva Sky.
Sky Calcio è anche una pay-per-view, in quanto è possibile acquistare singolarmente i vari programmi televisivi in onda nei canali Sky Calcio.
Come gruppo di canali televisivi è fruibile sottoscrivendo il pacchetto Sky Calcio, mentre come pay-per-view è fruibile sottoscrivendo almeno uno dei pacchetti Sky. A marzo 2014 gli abbonati al pacchetto Sky Calcio erano 2,28 milioni, circa il 50% degli abbonati.
Sky Sport Info (canale 248, fino al 2 luglio 2018 Sky Calcio Info) è il canale dedicato alla programmazione delle partite visibili su Sky Sport e Sky Calcio.

## Storia
Sky Calcio nasce il 31 luglio 2003, in sostituzione di TELE+ Calcio e Calcio Stream.
Il 15 agosto 2009 viene lanciata l'offerta in alta definizione, fruibile da tutti gli abbonati Sky con i decoder Sky HD o My Sky HD e i pacchetti Sky Calcio e Sky HD attivi sul proprio abbonamento.
Il 2 luglio 2018 i canali Sky Calcio vengono rinominati in Sky Sport; tuttavia, il nome viene comunque mantenuto per identificare il pacchetto di cui fanno parte.
Dal 18 agosto 2018, con l'inizio del campionato di Serie A 2018-2019, iniziano le trasmissioni in 4K HDR.
Il 10 gennaio 2022 vengono eliminati Sky Sport Calcio HD e Sky Sport 486 dal digitale terrestre.

## Canali
| LCN            | Logo      | Nome             | Storia |
| -------------- | --------- | ---------------- | --- |
| 200, 250, 503  |           | Sky Sport 24     | Canale all-news sportivo. Con 48 edizioni quotidiane, di cui 14 ore e mezzo di diretta (dalle 10:00 alle 00:30) e 9 ore e mezzo di repliche (dalle 00:30 alle 10:00), fornisce informazioni sportive e aggiornamenti in tempo reale. Lo studio centrale copre tutte le discipline sportive, dal calcio alla Formula 1, dalle discipline olimpiche agli sport americani, ospitando a rotazione giornalisti e opinionisti. Dal 24 settembre 2011 trasmette in alta definizione.                                     |
| 202            |           | Sky Sport Calcio | Canale dedicato alla Serie A e alla Serie B. Fino al 30 giugno 2021 era noto come Sky Sport Serie A, in quanto trasmetteva principalmente le partite della massima serie del calcio italiano. |
| 213            |           | Sky Sport 4K     | Trasmette i principali eventi di Sky Sport in 4K HDR. I Gran Premi di F1, le partite in casa dell'Olimpia Milano in Euroleague Basketball e il Torneo di Wimbledon sono visibili solo con il pacchetto Sky Sport; le partite di Serie A e Serie B sono visibili solo con il pacchetto Sky Calcio; i documentari e le produzioni Sky Original e i match di UEFA Champions League, UEFA Europa League, UEFA Conference League, Premier League e Bundesliga sono visibili con il pacchetto Sky Sport e/o Sky Calcio. |
| Dal 251 al 257 |           | Sky Sport HD     | Canali dedicati alle partite in contemporanea di Serie A, Serie B, Serie C, Premier League, Bundesliga, Ligue 1, UEFA Champions League, UEFA Europa League, UEFA Conference League e UEFA Youth League. |
| 258, 259       | Sky Sport |                  | Canali dedicati alle partite in contemporanea di Serie A, Serie B, Serie C, Premier League, Bundesliga, Ligue 1, UEFA Champions League, UEFA Europa League, UEFA Conference League e UEFA Youth League. |

## Servizi interattivi

### Sky Sport Active
Sui decoder Sky Box HD e My Sky HD, premendo il tasto verde, è possibile accedere a Sky Sport Active, che permette l'accesso a:
- gli highlights delle partite di Serie A, Serie B, Premier League, Bundesliga, LaLiga, Ligue 1, UEFA Champions League, UEFA Europa League e UEFA Conference League;
- il calendario degli eventi in programma sui canali Sky Sport e le classifiche dei campionati di calcio italiani ed europei;
- la diretta delle partite di Serie A, Serie B, Serie C, Premier League, Bundesliga, Ligue 1, UEFA Champions League, UEFA Europa League, UEFA Europa Conference League e UEFA Youth League.

### App Sky Sport
Sui decoder Sky Q, premendo il tasto verde, è possibile accedere all'applicazione Sky Sport per Sky Q, che permette l'accesso a:
- gli highlights delle partite di Serie A, Serie B, Premier League, Bundesliga, LaLiga, Ligue 1, UEFA Champions League, UEFA Europa League e UEFA Conference League;
- le interviste a giocatori, allenatori e tecnici delle squadre di calcio;
- il calendario degli eventi in programma sui canali Sky Sport e le classifiche dei campionati di calcio italiani ed europei;
- la diretta delle partite di Serie A, Serie B, Serie C, Premier League, Bundesliga, Ligue 1, UEFA Champions League, UEFA Europa League, UEFA Conference League e UEFA Youth League;
- Split-screen, che permette la visione contemporanea di 2 eventi trasmessi da 2 canali differenti;
- la diretta di Sky Sport 24.

### Diretta Gol
Sui canali Sky Sport dal 251 al 259, durante le partite in diretta di Serie B, UEFA Champions League, UEFA Europa League e UEFA Conference League è disponibile il servizio interattivo Diretta Gol, accessibile premendo il tasto verde del telecomando Sky. Il servizio permette l'accesso ad un mosaico, attraverso il quale è possibile vedere in diretta tutti gli incontri in onda in quel momento, agli aggiornamenti delle classifiche di Serie B, alla classifica dei marcatori e a Gol Alert, replay dei gol segnati in diretta sui vari campi.

## Telecronaca del tifoso
Durante le partite di Serie A di Inter, Milan, Roma e Lazio, nel secondo canale audio si possono ascoltare le telecronache dei tifosi delle rispettive squadre:
- Roberto Scarpini -  Inter
- Mauro Suma -  Milan
- Alessandro Spartà e Alessio Scarchilli -  Roma
- Luigi Sinibaldi -  Lazio

## Loghi

31 luglio 2003 - 28 giugno 2010
28 giugno 2010 - 2 luglio 2015
2 luglio 2015 - 2 luglio 2018
2 luglio 2018 - 19 settembre 2020
In uso dal 19 settembre 2020